# Adesmus paradiana
Adesmus paradiana är en skalbaggsart som beskrevs av Maria Helena M. Galileo och Martins 2004. Adesmus paradiana ingår i släktet Adesmus och familjen långhorningar. Inga underarter finns listade i Catalogue of Life.